# Even Cowgirls Get the Blues
Even Cowgirls Get the Blues är en amerikansk film från 1993 i regi av Gus Van Sant. Filmens manus, skrivet av Gus Van Sant, baserades på romanen Cowgirl blues från 1976 av Tom Robbins.

## Medverkande (urval)
| Uma Thurman     | – Sissy Hankshaw    |
| Lorraine Bracco | – Delores Del Ruby  |
| Angie Dickinson | – Miss Adrian       |
| Pat Morita      | – The Chink         |
| Keanu Reeves    | – Julian Gitche     |
| John Hurt       | – The Countess      |
| Rain Phoenix    | – Bonanza Jellybean |
| Sean Young      | – Marie Barth       |
| Heather Graham  | – Cowgirl Heather   |

## Priser och nomineringar
Både Uma Thurman och Sean Young nominerades till det tvivelaktiga priset Golden Raspberry Awards för sina roller i filmen. 